# Malzy
Malzy ist eine französische Gemeinde mit 181 Einwohnern (Stand: 1. Januar 2022) im Département Aisne in der Region Hauts-de-France. Sie gehört zum Arrondissement Vervins, zum Kanton Guise und zum Kommunalverband Thiérache Sambre et Oise.

## Geographie
Die Gemeinde Malzy liegt im Norden der Thiérache an der Oise, etwa 17 Kilometer nordwestlich von Vervins. Nachbargemeinden von Malzy sind Lavaqueresse im Norden, Chigny im Nordosten und Südosten, Crupilly im Osten, Proisy im Südosten, Romery und Monceau-sur-Oise im Südwesten sowie Villers-lès-Guise im Nordwesten.

## Bevölkerungsentwicklung
| Jahr                       | 1962 | 1968 | 1975 | 1982 | 1990 | 1999 | 2011 | 2022 |
| Einwohner                  | 258  | 244  | 226  | 199  | 195  | 181  | 189  | 181  |
| Quellen: Cassini und INSEE |      |      |      |      |      |      |      |      |

## Sehenswürdigkeiten
- Wehrkirche Sainte-Aldegonde, Monument historique seit 1927[1]
- Schloss Brandouzy

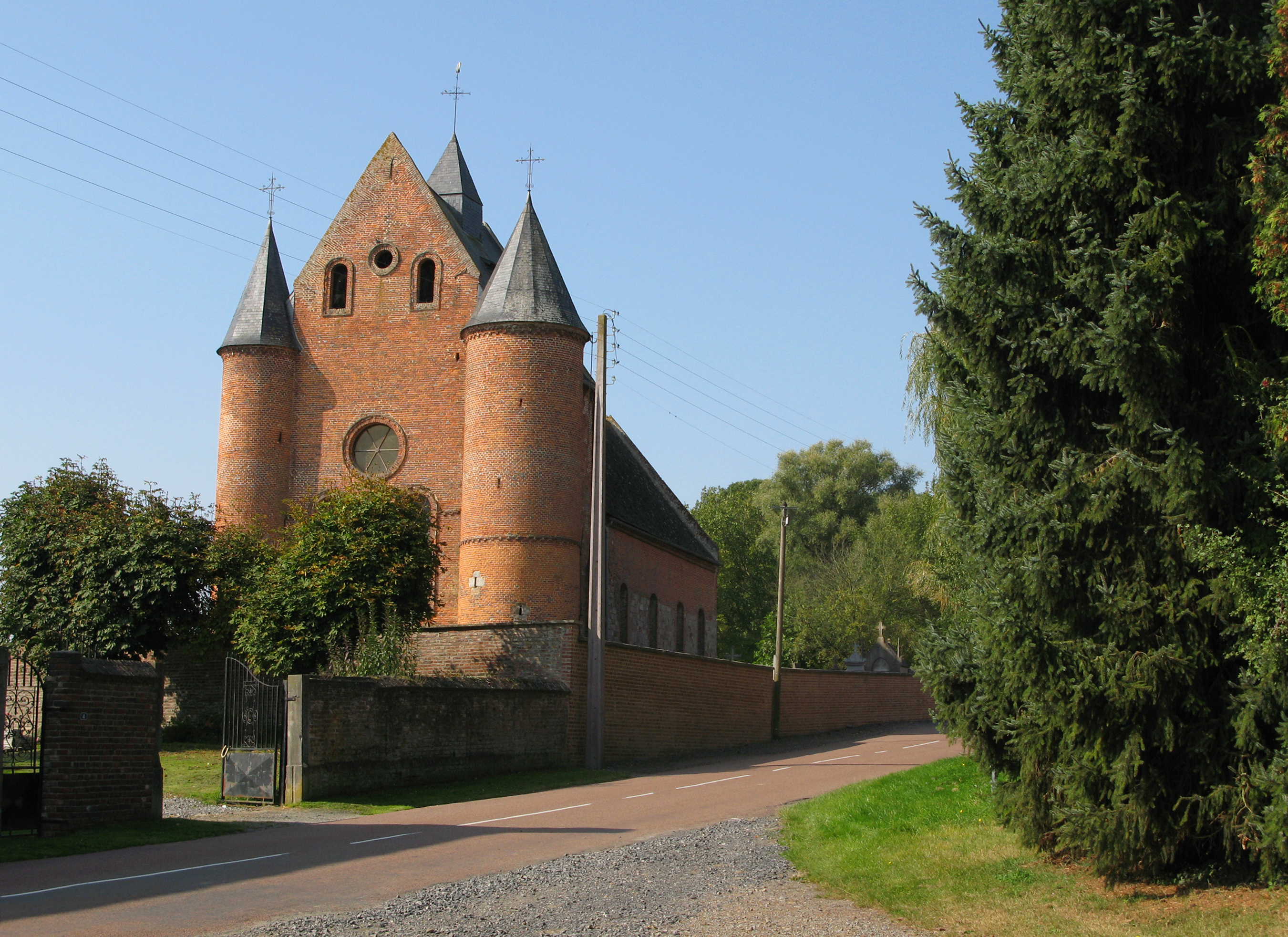
Kirche Sainte-Aldegonde
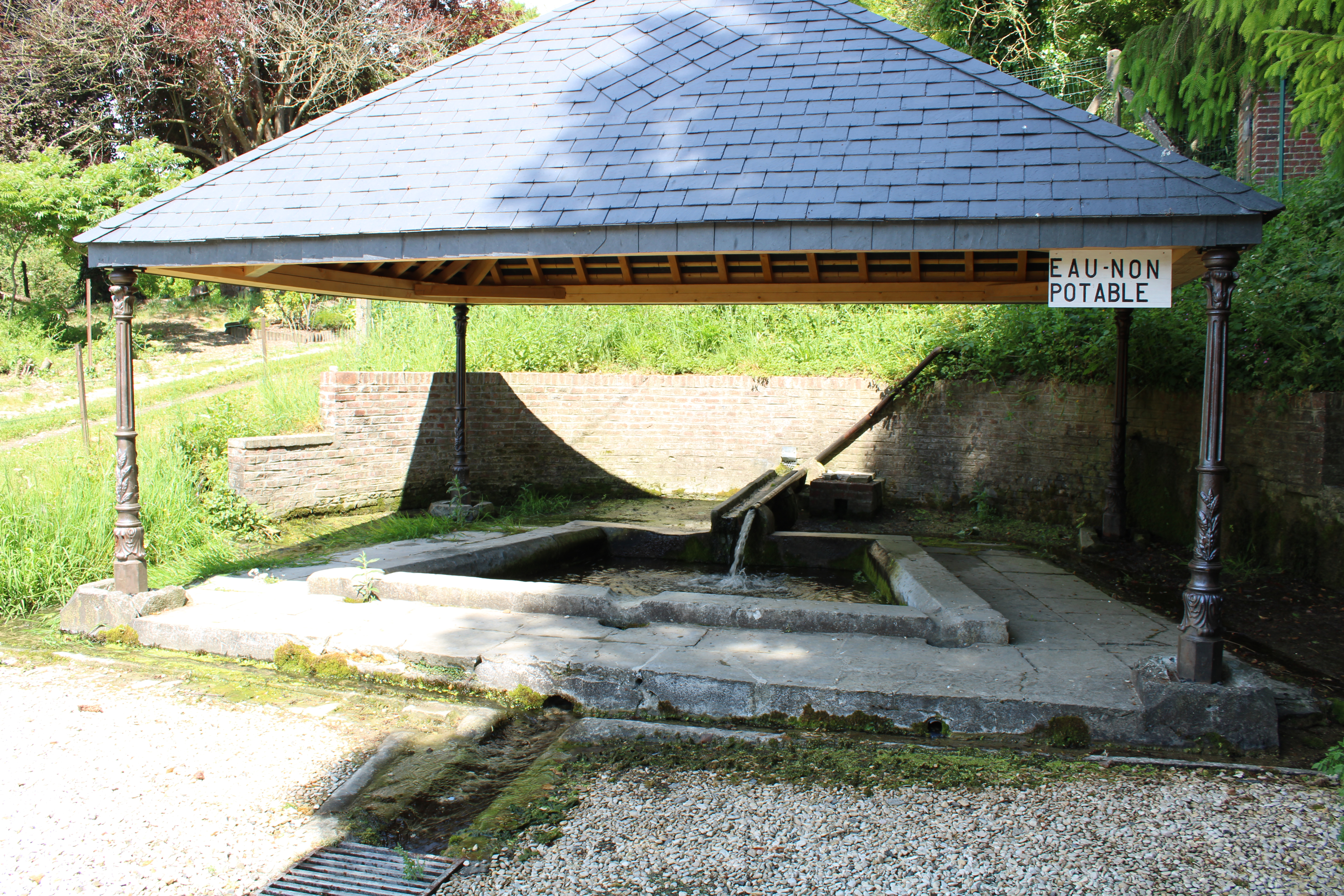
Lavoir
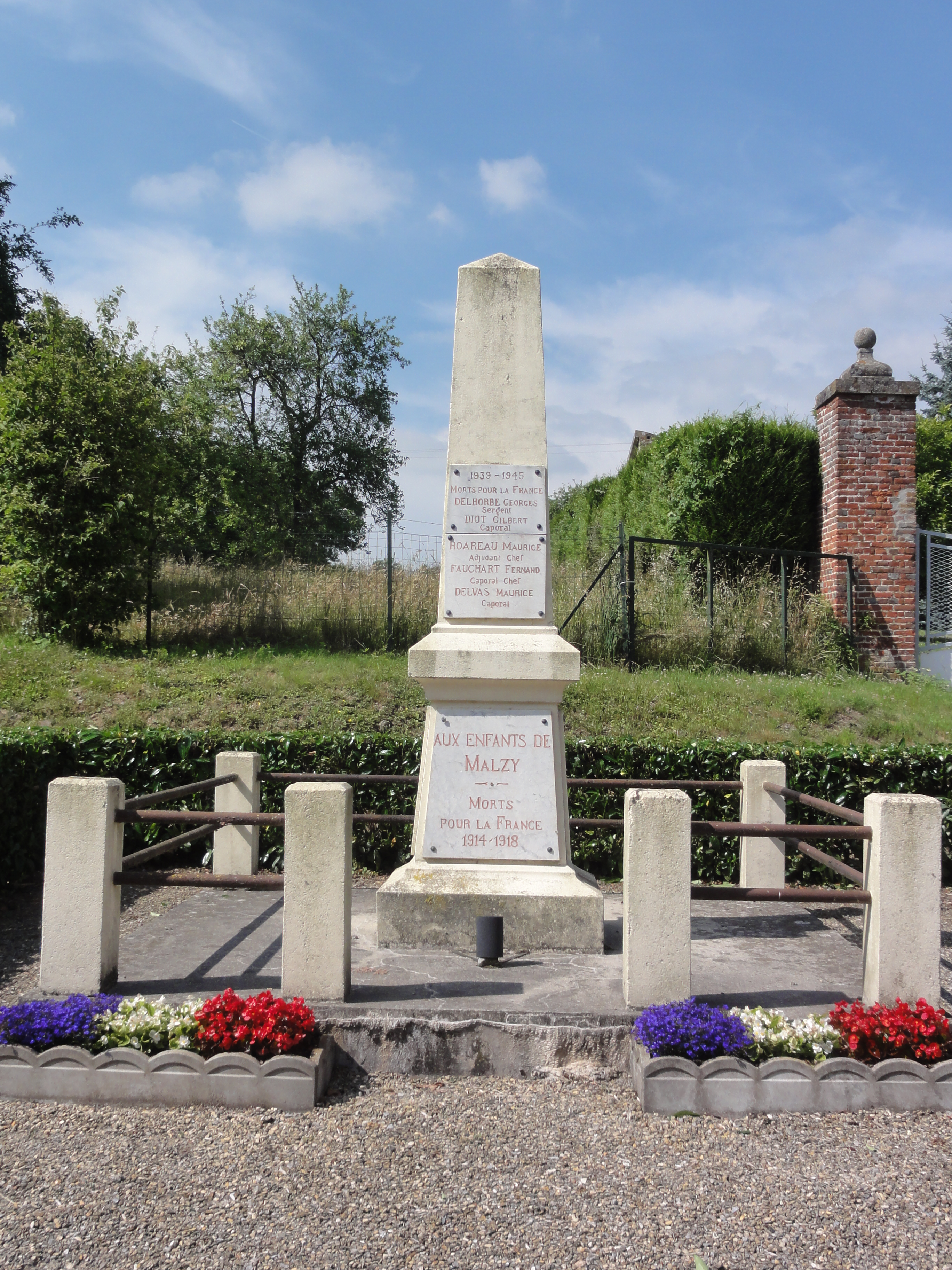
Gefallenendenkmal